# Municipio de La Huacana
El municipio de La Huacana es uno de los 113 municipios que conforman el estado mexicano de Michoacán. El étimo proviene del purépecha y significa ‘lugar de vestidos’ (anhanhikua significa vestido). Su cabecera municipal es la localidad de La Huacana.

## Historia
Durante la época prehispánica, la población de este lugar fue sometida al dominio territorial del Imperio purépecha por los sucesores de Tariácuri: Hiquíngare, Tanganxoán e Hirépan, los que para garantizar el pago de tributos nombraron como cacique a Cupauxanti. 
En el siglo XVI, con la llegada de los españoles, después de haberse efectuado la conquista en Apatzingán, La Huacana fue entregada en encomienda al Sr. Juan Pantoja.
| Cronología de hechos históricos | \| Año \| Acontecimiento \| \| 1759 \| Hace erupción el volcán del Jorullo. \| \| 1789 \| José María Morelos ocupó el curato del municipio de La Huacana. \| \| 1861 \| Creación del municipio de La Huacana (20 de noviembre), categoría que posteriormente le fue retirada. \| \| 1907 \| Se le otorga nuevamente la categoría de municipio (12 de marzo). \| |
| Año                             | Acontecimiento |
| 1759                            | Hace erupción el volcán del Jorullo. |
| 1789                            | José María Morelos ocupó el curato del municipio de La Huacana. |
| 1861                            | Creación del municipio de La Huacana (20 de noviembre), categoría que posteriormente le fue retirada. |
| 1907                            | Se le otorga nuevamente la categoría de municipio (12 de marzo). |

## Geografía
El municipio se localiza al sureste del estado, con una superficie de algo más de 1958 km². Limita al noreste con el municipio de Turicato; al este con el municipio de Ario; al sur con el municipio de Arteaga; al suroeste con los municipios de Tumbiscatío y Apatzingán; al este con el municipio de Múgica y al norte con los municipios de Gabriel Zamora, Nuevo Urecho y Ario.
La localidad de La Huacana, cabecera del municipio, está ubicada a 105 km de la capital del estado,  en las coordenadas 18°57′52″N 101°48′29″O / 18.96444, -101.80806, a una altitud de 486 m s. n. m.
Forma parte de la región socioeconómica X. Infiernillo, junto con los municipios de Ario, Churumuco, Gabriel Zamora, Múgica y Nuevo Urecho.
Tiene un clima tropical con lluvias en verano y su precipitación pluvial anual de 800 mm, temperaturas que oscilan de 10 a 44 °C. Según la clasificación climática de Köppen el clima del municipio corresponde a la categoría Aw (tropical de sabana).
En el municipio dominan los bosques: tropical caducifolio, con zapote, plátano, parota y tepeguaje; bosque tropical espinoso, con amole, cardón, huisache y tepemezquite.
La fauna la conforman el coyote, conejo, zorrillo, ocelote, mapache, codorniz, liebre, boa, gavilancillo, güilota, pato, bagre y carpa.
En el municipio se encuentra el centro ecoturístico «Ixtapita», el cual cuenta con hotel y restaurante. Cuenta también con un Área Natural Protegida y es parte de la Reserva de la biósfera Zicuirán-Infiernillo, una de las reservas más grandes de América Latina. 
A unos 10 kilómetros al este-noroeste se encuentra el volcán El Jorullo, situado en el campo volcánico de Michoacán-Guanajuato, parte del Eje Neovolcánico. 
La Presa de Zicuirán se ubica a 15 km carretera La Huacana-Cuatro Caminos.

## Demografía
La población total del municipio de La Huacana es de 30 627 habitantes, lo que representa un decrecimiento promedio de -0.68 % anual en el período 2010-2020 sobre la base de los 32 757 habitantes registrados en el censo anterior. Al año 2020 la densidad del municipio era de 15,69 hab/km².
| Gráfica de evolución demográfica de Municipio de La Huacana entre 2000 y 2020 |
|                                                                               |
| Fuente: Instituto Nacional de Estadística Geografía e Informática             |

En el año 2010 estaba clasificado como un municipio de grado medio de vulnerabilidad social, con el 34.46 % de su población en estado de pobreza extrema.
La población del municipio está mayoritariamente alfabetizada (19.38 % de personas mayores de 15 años analfabetas al año 2010) con un grado de escolarización en torno de los 5.8 años. Solo el 0.32 % de la población se reconoce como indígena.

### Localidades
En el censo de 2020 el municipio de La Huacana contaba con 133 localidades.
| Código INEGI      | Localidad         | Población (2020) |
| ----------------- | ----------------- | ---------------- |
| 160350001         | La Huacana        | 9 643            |
| 160350113         | Zicuirán          | 3 177            |
| 160350038         | El Cháuz          | 2 036            |
| Otras localidades | Otras localidades | 15 771           |
| Total municipal   | Total municipal   | 30 627           |

## Educación y salud
En 2010, el municipio contaba con escuelas preescolares, primarias, secundarias y cinco escuelas de formación media (bachilleratos). Las unidades médicas en el municipio eran 19, con un total de personal médico de 44 personas. La condición de rezago educativo afectaba al 34.4 % de la población, (6960 personas) y el 38.5 % de la población (7785 personas) no tenían acceso a servicios de salud.

## Cultura

### Fiestas, danzas y tradiciones
- 1 de mayo. Celebración del reparto de tierras del Ejido La Huacana.
- 1 de septiembre. San Nicolás de Tolentino, peregrinaciones de las localidades.
- 10 de septiembre. Verbena popular en la Plaza Cívica.
- 13 al 18 de septiembre. Celebración de las fiestas patrias, culmina con el tradicional baile.

### Monumentos históricos
Parroquia de San Nicolás Tolentino, en la cabecera municipal; capilla de Santa María Goretti, en la localidad del mismo nombre.

### Artesanía
Trabajos de palma e ixtle: escobas y reatas.